# Lý Hùng
Lý Hùng (sinh ngày 22 tháng 2 năm 1969) là một diễn viên điện ảnh kiêm ca sĩ của Việt Nam. Anh từng nổi danh trong giới diễn viên điện ảnh Việt Nam thập niên 1990, và tham gia đóng trong một số phim hợp tác với điện ảnh Hồng Kông.

## Sự nghiệp điện ảnh
Lý Hùng sinh ngày 22 tháng 2 năm 1969, quê ở tỉnh Vĩnh Long. Thân phụ của anh là Nghệ sĩ nhân dân Lý Huỳnh.
Vai diễn đầu tiên của anh là một vai diễn nhỏ trong phim Phượng năm 1982. Đến năm 12 tuổi, anh đã có vai chính đầu tiên trong sự nghiệp với bộ phim Đàn chim và cơn bão (đạo diễn Cao Thụy).
Sau một vài vai diễn khác, theo lời khuyên của thân phụ, anh thi vào trường Đại học Điện ảnh thành phố Hồ Chí Minh (nay là Trường Đại học Sân khấu – Điện ảnh Thành phố Hồ Chí Minh) năm 1986 và học lớp diễn viên điện ảnh khóa 1 của trường. Năm 1988 anh đóng vai Phạm Công trong bộ phim Phạm Công – Cúc Hoa (đạo diễn Lưu Bạch Đàn). Bộ phim đã chiếm được tình cảm của đông đảo khán giả và đưa tên tuổi cặp đôi Lý Hùng - Diễm Hương thành ngôi sao. Nhờ đó anh cũng trở thành nam diễn viên đầu tiên xuất hiện trong các bộ phim hợp tác với điện ảnh Hồng Kông như: Kế hoạch 99, Hồng hải tặc, Cảnh sát đặc khu...
Cuối những năm 1990 khi phim thị trường thoái trào, Lý Hùng cũng vắng bóng trên màn ảnh một thời gian. Năm 2005 anh trở lại màn ảnh với vai trung úy Nguyễn Trực trong bộ phim Dollars trắng (đạo diễn Trần Cảnh Đôn).

## Sự nghiệp ca hát
Từ năm 2000, khi dòng phim thị trường ở Việt Nam bão hòa và rơi vào bế tắc, anh bắt đầu lấn sân sang ca hát.
- 2 Album đầu tay của anh dù tạo được sự tò mò cho khán giả nhưng vẫn không có ấn tượng gì.
- Sau 2 album đầu không thành công như mong đợi, diễn viên kiêm ca sĩ Lý Hùng vẫn quyết tâm thực hiện album thứ 3 mang tên "Tình yêu chỉ một lần tha thứ" vào năm 2004. Nữ diễn viên điện ảnh Lý Hương, em gái Lý Hùng, vừa từ Mỹ về, cũng tham gia hát trong album này. Lý Hùng cho biết, so với hai album trước, "Tình yêu chỉ một lần tha thứ" được đầu tư chất lượng hơn từ ca từ đến kỹ thuật dàn dựng, với kinh phí khoảng 200 triệu đồng.

## Các phim đã đóng
| Năm  | Tựa phim                                                        | Vai diễn                   | Kênh / Định dạng |
| ---- | --------------------------------------------------------------- | -------------------------- | ---------------- |
| 1981 | Đàn chim và cơn bão                                             | Dũng lì                    |                  |
| 1982 | Phượng                                                          | đứa bé bán báo             |                  |
| 1982 | Thăng Long đệ nhất kiếm                                         | Nguyễn Thế Trung           |                  |
| 1985 | Lá sầu riêng                                                    | Sang                       |                  |
| 1986 | Hai Cũ                                                          | Thắng (lúc trẻ)            |                  |
| 1986 | Nơi bình yên chim hót                                           | Vũ lì                      |                  |
| 1989 | Phạm Công – Cúc Hoa                                             | Phạm Công                  |                  |
| 1989 | Lửa cháy thành Đại La                                           | Trần Dũng                  |                  |
| 1990 | Người không mang họ                                             | Trương Sỏi                 |                  |
| 1990 | Sơn Thần Thủy Quái                                              | Sơn Tinh                   |                  |
| 1991 | Ngọc Trong đá                                                   | Dũng                       |                  |
| 1992 | Ngôi nhà oan khốc                                               |                            |                  |
| 1992 | Tình ngỡ đã phôi pha                                            | Bạch Nam Hoa               |                  |
| 1992 | Sau những giấc mơ hồng                                          | Kha                        |                  |
| 1992 | Bên dòng sông Trẹm                                              | Triệu Vỹ                   |                  |
| 1992 | Thanh gươm để lại                                               | ông Ích Đường              |                  |
| 1992 | Võ sĩ bất đắc dĩ                                                | Sáu Khỏe                   |                  |
| 1993 | Nước mắt học trò                                                | Hùng                       |                  |
| 1993 | Yêu không phải trò đùa                                          | Bảo                        |                  |
| 1994 | Bông hồng đẫm lệ                                                |                            |                  |
| 1994 | Trong vòng tay chờ đợi (phần 2 của phim "Tình ngỡ đã phôi pha") | Bạch Nam Hoa               |                  |
| 1994 | Đoạn cuối ở Bangkok                                             | Minh                       |                  |
| 1994 | Chuyện tình của em                                              | Khải                       |                  |
| 1995 | Mênh mông tình buồn                                             | Vương Hoàng Vũ             |                  |
| 1995 | Đồng tiền nhân nghĩa                                            | Quốc Cường                 |                  |
| 1996 | Hồng hải tặc                                                    | công an Việt Nam Minh Sơn  |                  |
| 1998 | Phi vụ phượng hoàng                                             | Lê Tùng                    |                  |
| 1999 | Kế hoạch 99                                                     | đại úy Lê Quang Nam        |                  |
| 1999 | Truy nã tội phạm quốc tế                                        | Đại úy Lê Nguyễn Trung     |                  |
| 1999 | Nước mắt buồn vui                                               | Lê Nhân                    |                  |
| 2004 | Biển hát                                                        | Phong                      |                  |
| 2006 | Dollars trắng                                                   | Đại úy Nguyễn Trực         | HTV9             |
| 2008 | Mưa thủy tinh                                                   | Hoàng Dũng                 | HTV9             |
| 2009 | Ra giêng ai cưới em?                                            | Trần Minh Hoàng            | Let's Viet       |
| 2010 | Tây Sơn hào kiệt                                                | Nguyễn Huệ/Vua Quang Trung | Điện Ảnh         |
| 2010 | Thiên đường ở bên ta                                            | Lý Gia Tường               | HTV9             |
| 2010 | Quý cô tuổi dần                                                 | Kiến Thành                 | VTV1             |
| 2011 | Về đất Thăng Long                                               | Lý Công Uẩn/Vua Lý Thái Tổ | HTV9             |
| 2011 | Đường Hồ Chí Minh trên biển                                     | Thiếu tá Rạng              | HTV9             |
| 2012 | Cuộc đối đầu hoàn hảo                                           | Quang Khải                 | SCTV14           |
| 2012 | Cù lao lúa                                                      | bác sĩ Danh                | TodayTV          |
| 2013 | Nghiệt oan                                                      | Hùng                       | HTV7             |
| 2014 | Cuộc chiến quý ông                                              | ông Dũng                   | VTV9             |
| 2014 | Lời sám hối                                                     | Ba Thiện                   | THVL1            |
| 2014 | Lớp học một không hai                                           | ông Việt                   | VTV9             |
| 2014 | Bình minh trên ngọn lửa                                         | ông Quốc                   | THVL1            |
| 2014 | Bằng chứng vô hình                                              | Minh Khôi                  | HTV7             |
| 2015 | Một văn phòng luật sư                                           | ông Quang                  | HTV9             |
| 2015 | Dệt nắng cho ngày dài hơn                                       | ông Long                   | HTV9             |
| 2015 | Trại cá sấu                                                     | Thượng tá Lê Mạnh          | SCTV14           |
| 2015 | Ông trùm                                                        | Thượng tá Lê Mạnh          | THVL1            |
| 2015 | Thề không gục ngã                                               | An Hào                     | HTV7             |
| 2015 | Đoạn trường nam ai                                              | ông Hai Thê                | VTV9             |
| 2015 | Hy sinh đời trai                                                | Elvis Tài                  | Điện Ảnh         |
| 2016 | Đường chân trời                                                 | thiếu tá Dũng              | SCTV14           |
| 2016 | Hợp đồng định mệnh                                              | ông Cường                  | HTV9             |
| 2017 | Người nhà quê                                                   | Đặng                       | THVL1            |
| 2017 | Biển đời giông tố                                               | Tuấn                       | Let's Viet       |
| 2018 | Mỹ nhân Sài Thành                                               | bác sĩ Bách                | VTV1             |
| 2019 | Giữa hai bờ thiện ác                                            | Lê Điền                    | THVL1            |

- Bước qua quá khứ
- Cảnh sát đặc khu
- Lệnh truy nã
- Thế giới cổ tích (Truyền hình Vĩnh Long)

1. Ngưu Lang Chức Nữ (2013) (vai Ngưu Lang)
2. Vụ án ruộng dưa (2014) (vai quan nội tán Nguyễn Khoa Đăng)
3. Vụ án tên trộm mù - vụ án buồng chuối (2014) (vai quan nội tán Nguyễn Khoa Đăng)
4. Sợi bấc tìm thủ phạm (2014) (vai quan nội tán Nguyễn Khoa Đăng)
5. Vụ án tra tấn hòn đá - vụ án con mối làm chứng (2014) (vai quan nội tán Nguyễn Khoa Đăng)
6. Thế giới cổ tích: ngậm ngải tìm trầm (2014) (vai Tư Hợi)
7. Quận Gió (2015) (vai Quận Gió)
8. Sự tích trầu cau (2015) (vai chú Điền)
9. Người dì ghẻ độc ác (2015) (vai ông Mùi)

## Danh hiệu
- Liên tiếp từ các năm 1991 đến 1999 Lý Hùng được bình chọn là "Nam diễn viên khả ái" và "Nam diễn viên được yêu thích nhất" do báo Thanh niên và Người lao động bình chọn.[cần dẫn nguồn]
- Anh được sách kỷ lục Việt Nam ghi nhận là nam diễn viên đóng nhiều vai chính nhất phim Việt Nam trong hơn 50 bộ phim.[2]

## Gia đình
- Cha: NSND Lý Huỳnh
- Mẹ: Đoàn Thị Nguyên (Bà Lan)
- Em gái: diễn viên Lý Hương, doanh nhân Lý Thanh, doanh nhân Lý Nga, ca sĩ Lý Hồng
- Anh trai: đạo diễn phim, doanh nhân Lý Sơn (Lý Điền Sơn)